# Gallirallus epulare
Gallirallus epulare ist eine flugunfähige, nur durch Knochenfunde bekannte Ralle von der Insel Nuku Hiva die zu den Marquesas-Inseln im Südostpazifik gehört. Das bemerkenswerteste Merkmal der Art sind die im Verhältnis zu den Beinknochen winzigen Flügelknochen. Während die Beinknochen, denen einer kleinen weiblichen Guamralle (Gallirallus owstoni) sehr ähnlich sind, sind die Flügelknochen wesentlich kleiner als die der Guamralle und sind denen der Wake-Ralle (Gallirallus wakensis) und Mangaia-Ralle (Gallirallus ripleyi) wesentlich ähnlicher.
Das Art-Epitheton epulare ist von lateinisch epularis abgeleitet, das „zu einem Bankett gehörend“ bedeutet. Es spielt darauf an, dass die Knochen in einer Fundstätte gefunden wurde, deren Funde sich aus Küchenabfällen der Prähistorischen Polynesier zusammensetzten.

## Quelle
- Jeremy J. Kirchman and David W. Steadman: New Species of Extinct Rails (Aves: Rallidae) from Archaeological Sites in the Marquesas Islands, French Polynesia. Pacific Science 61 (1), Januar 2007; doi:10.1353/psc.2007.0008